# Radojewo

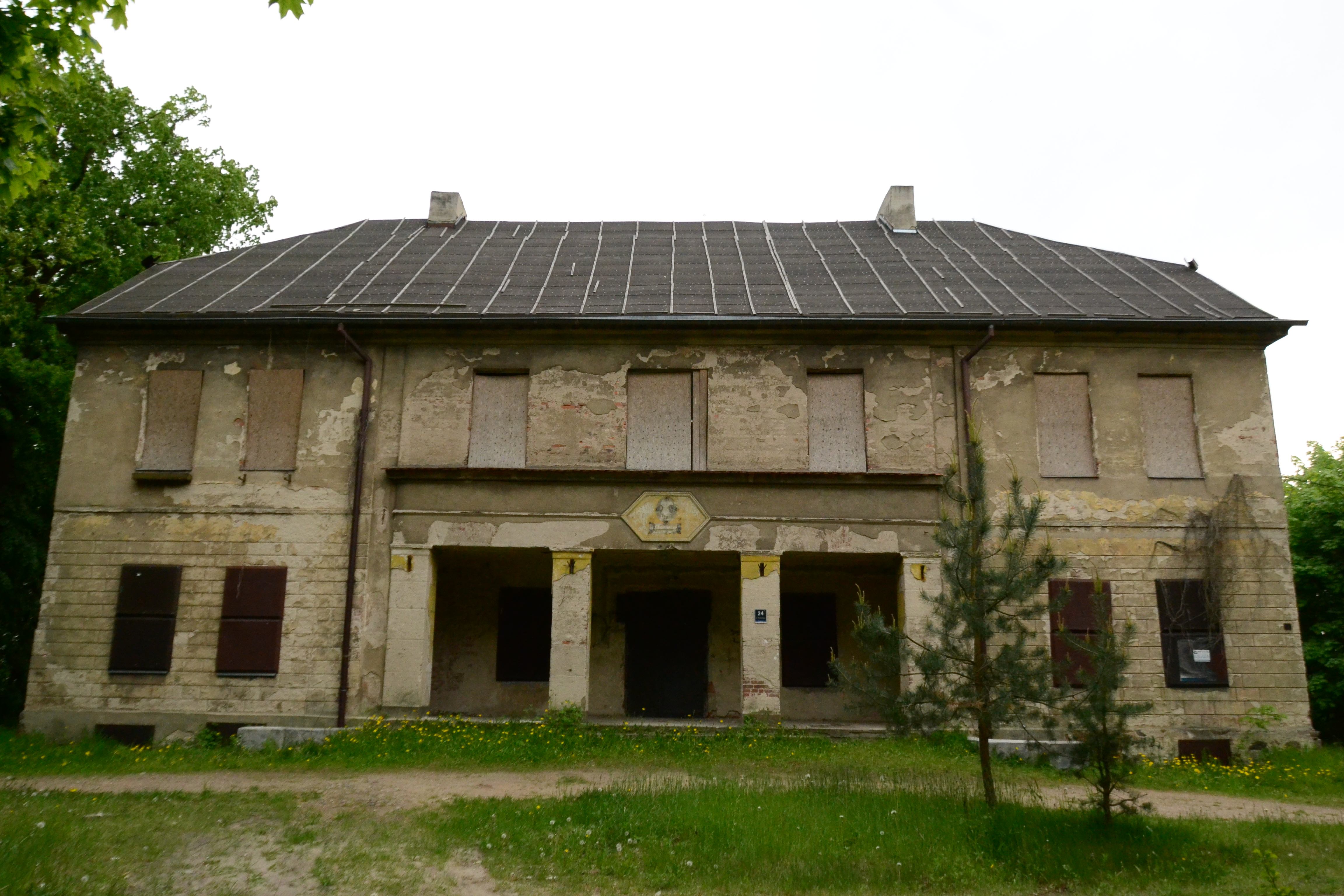
Pałac w Radojewie w 2015 - właściciel miasto Poznań

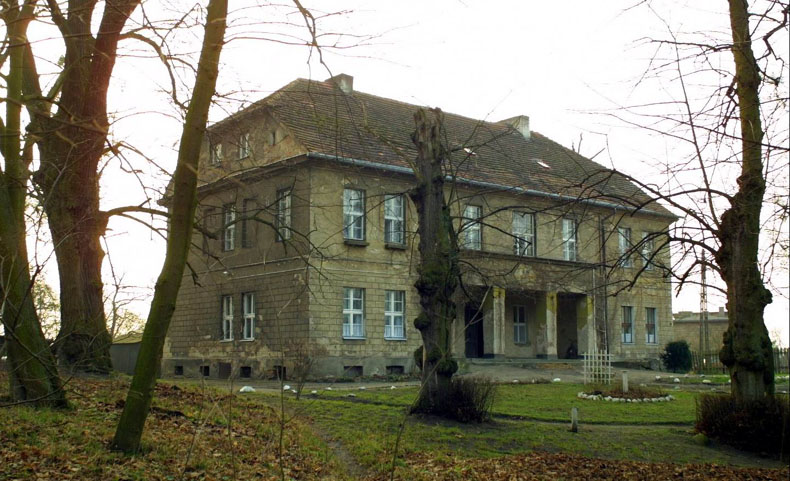
Pałac w Radojewie, grudzień 2004

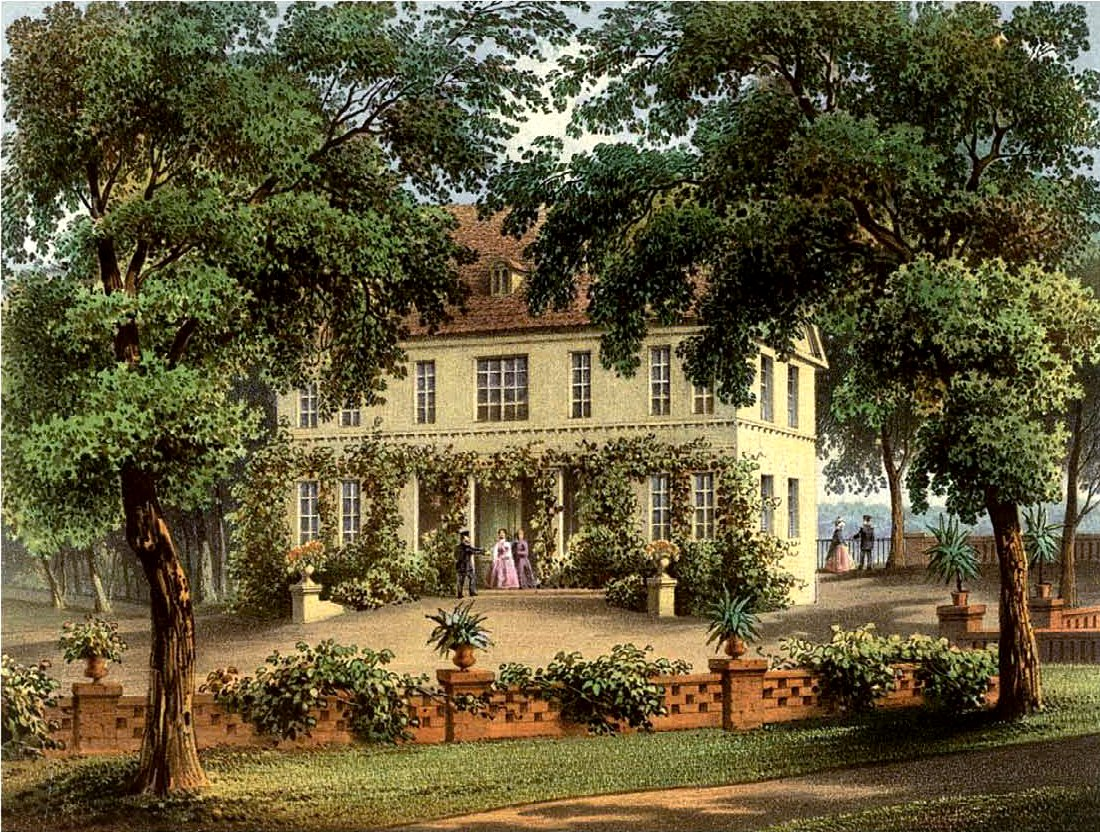
Pałac w Radojewie przed 1883

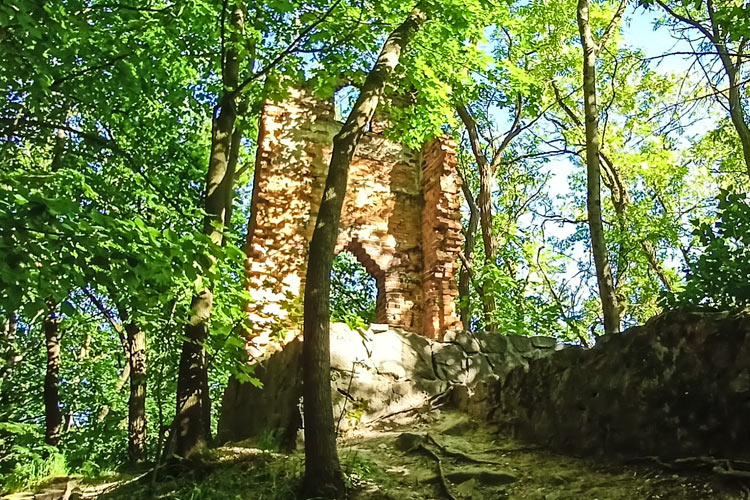
Sztuczne ruiny zamku na terenie Kokoryczowego Wzgórza

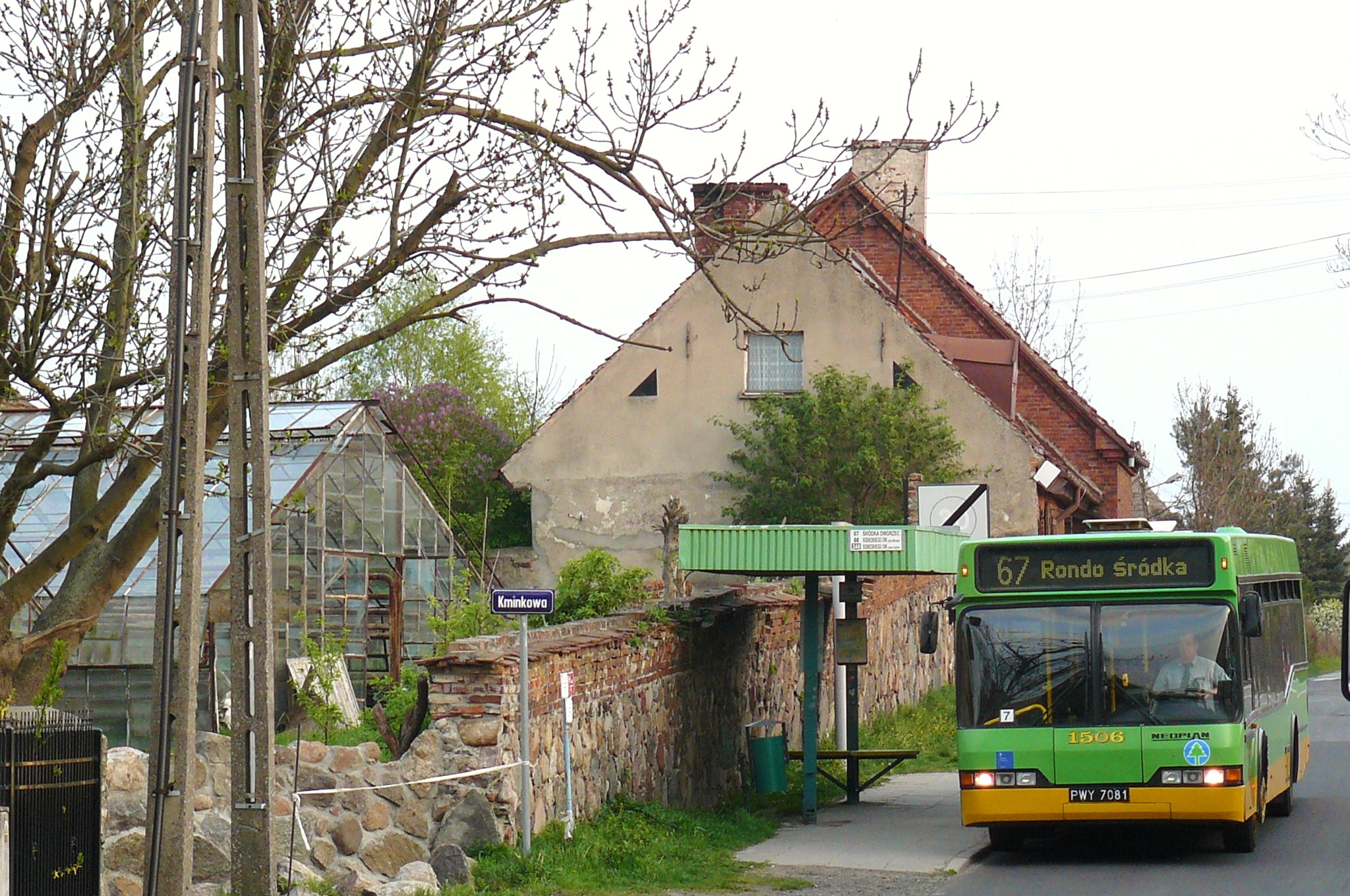
Końcówka linii 167 – ul. Piołunowa róg Kminkowej

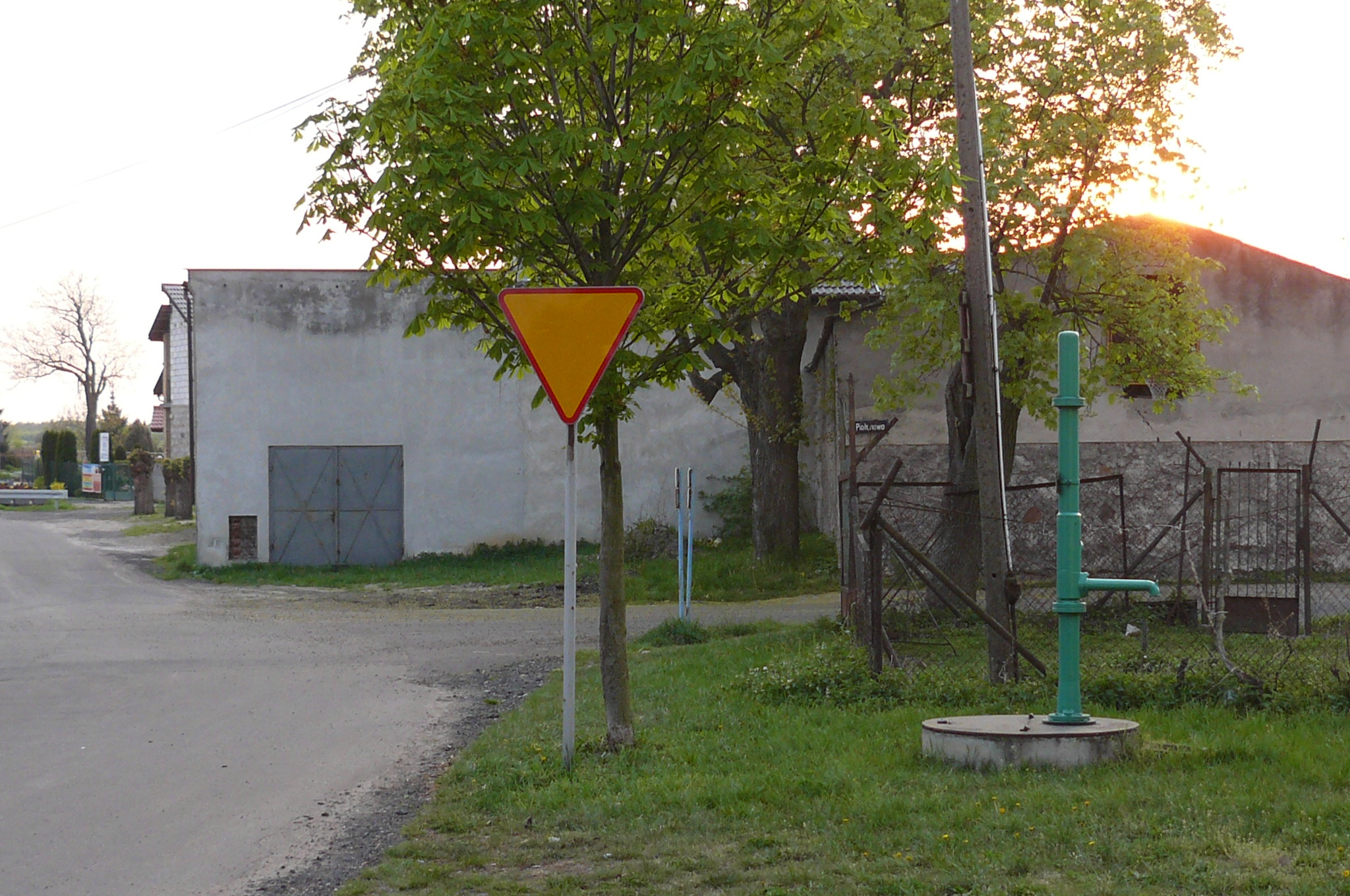
Zachód słońca nad ul. Podbiałową

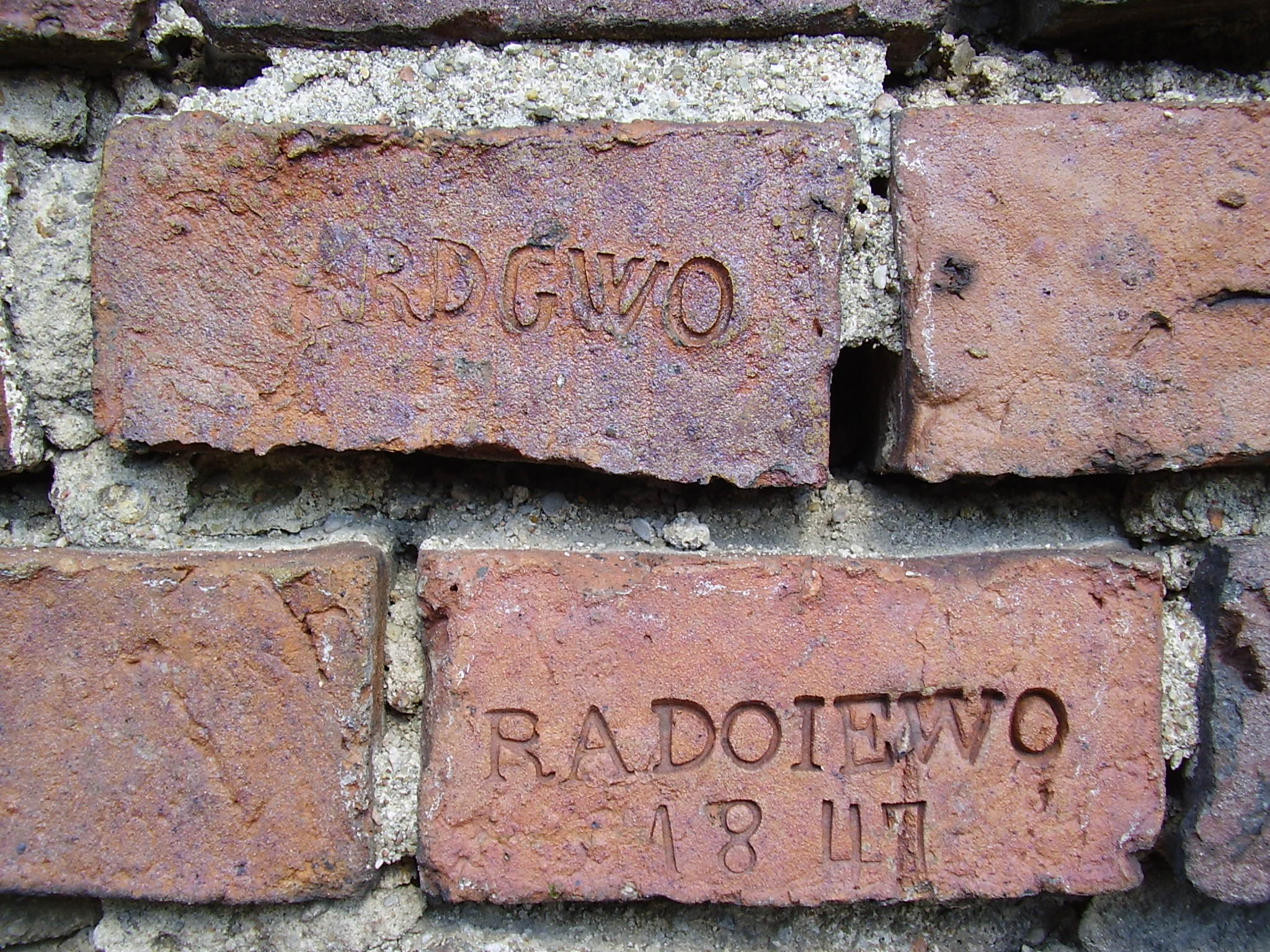
Dwa stemple na cegłach: RDGWO oraz RADOIEWO 1847

Radojewo – część miasta Poznania w osiedlu Morasko-Radojewo położona na północnym krańcu miasta, na lewym brzegu Warty.
Według danych z 1 stycznia 2010 r. obszar Radojewa, Nowej Wsi Dolnej, Nowej Wsi Górnej zamieszkiwało łącznie 813 osób.
Wieś duchowna Radujewo, własność Klasztoru Cysterek w Owińskach pod koniec XVI wieku leżała w powiecie poznańskim województwa poznańskiego. 

## Nazwa
Nazwa miejscowości pochodzi prawdopodobnie od „radowania się, radości”, o czym mogą świadczyć średniowieczne zapisy miejscowości Radojewo oraz Radujewo. Miejscowość pod nazwą Raduiewo wymieniona jest w łacińskim dokumencie wydanym w Poznaniu w 1280 roku sygnowanym przez króla polskiego Przemysła II. Nazwa Radujewo stosowana była jeszcze w XIX wieku.

## Historia

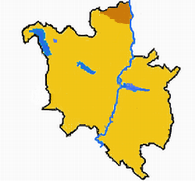
Radojewo w Poznaniu

Po raz pierwszy o Radojewie, jako wsi mającej stanowić uposażenie klasztoru, wspomina dokument fundacyjny klasztoru cysterek w Owińskach wydany przez Przemysła I w 1252 roku. W rękach zakonnic wieś pozostawała do 1797 roku, kiedy to niedługo po trzecim rozbiorze, rząd pruski skonfiskował majątek zakonu. Połączenie z leżącymi po drugiej stronie Warty Owińskami zapewniał kursujący przez rzekę prom. W 1806 roku przez Radojewo przejeżdżał jadący zwiedzić owiński klasztor Napoleon Bonaparte. Wycieczkę opisał towarzyszący mu Dezydery Chłapowski: 13 grudnia 1806 r. cesarz kazał jechać, najprzód koło Winiar – tam stawał kilka razy i okolicę przepatrywał, potem polami i przez błoto, w którym ledwie że z koniem nie ugrzązł, a eskorta za nim przejechać już nie mogła. Tak z nami i z dwoma szaserami francuskimi zajechał do Radojewa, przewiózł się na promie do Owińsk i tam klasztor próżny oglądał.
Skonfiskowany majątek poklasztorny nabył świeżo uszlachcony, berliński bankier Zygmunt Otto von Treskow. W 1825 roku wybudował on dla syna Heinricha Baltazara pałac w Radojewie. Położony jest na skarpie górującej nad doliną Warty. Połączony był osią widokową z pałacem w Owińskach, główną siedzibą rodu. Wokół został urządzony piętnastohektarowy park krajobrazowy, częściowo położony na stromej skarpie i w naturalny sposób łączący się z lasami porastającymi dolinę rzeki. Został on zaprojektowany i urządzony przez królewskiego ogrodnika z Poczdamu – Piotra Lenné. W parku zbudowano na ówczesną modłę sztuczną ruinę. Znajdowała się w nim również kaplica oraz założono cmentarz rodziny. Zabudowania, liczącego 1142 hektary radojewskiego folwarku znajdowały się po drugiej stronie wsi, w jej północnej części. W rękach rodziny von Treskow Radojewo znajdowało się aż do 1945 roku. 
W XIX w. funkcjonowała cegielnia, która zaopatrywała Twierdzę Poznań oraz inne budynki w materiały budowlane.
W 1987 r. przyłączono do Poznania obszar wsi Radojewo o powierzchni 698,46 ha z gminy Suchy Las.
Obszar Radojewa w latach 1987–1990 należał do dzielnicy Stare Miasto. W 2001 r. utworzono jednostkę pomocniczą miasta Osiedle Morasko. Połączenie wynikało z tzw. reformy funkcjonalnej jednostek pomocniczych w Poznaniu, a ponieważ Osiedle Radojewo była jednostką peryferyjną miasta, którą zamieszkiwało mniej niż 1 tys. mieszkańców połączono je z Osiedlem Morasko.

## Stan obecny
Na terenie Radojewa powstają ładnie położone, niewielkie osiedla willowe (Osiedle Lubczykowa Góra, Nowa Wieś Dolna, Nowa Wieś Górna). Centrum dzielnicy zachowało podmiejski charakter. Pałac, będący aktualnie własnością miasta, zamieniono najpierw w szkołę, następnie w wielorodzinny budynek mieszkalny, a ostatecznie stoi opuszczony i popada w ruinę. W części byłego parku planowane było utworzenie rezerwatu Kokoryczowe Wzgórze. 
Przy północnej stronie pałacu stoi kapliczka, ufundowana w okresie międzywojennym przez radojewską rodzinę Kurowskich, zawierająca figurę Matki Boskiej Różańcowej. Zbudowana jest z bloków kamiennych i zwieńczona krzyżem. Otoczenie kwiatowe.
Ze względu na walory ekologiczne i kulturowe planowane jest utworzenie Cysterskiego Parku Kulturowego Owińska – Radojewo. 29 lipca 2023 r. w miejscu dawnego promu oddano do użytku betonową pieszo-rowerową kładkę przez Wartę łączącą Radojewo z Owińskami.
Na północ od Radojewa, już poza granicami miasta, leżą tereny poligonu wojskowego w Biedrusku.

## Przyroda
Radojewskie lasy są jednym z dziewięciu miejsc, gdzie zaobserwowano w Poznaniu największego polskiego grzyba – purchawicę olbrzymią (Calvatia gigantea).
Na terenie parku występują liczne gatunki roślin (w tym zdziczałe rośliny parkowe), m.in. śnieżyczka przebiśnieg, złoć żółta, złoć łąkowa, zawilec gajowy, zawilec żółty, ziarnopłon wiosenny, kokorycz pusta i pełna, miodunka ćma, rannik zimowy, lepiężnik różowy, przylaszczka pospolita, bez lilak, porzeczka alpejska, forsycja czy jaśminowiec i wiele innych. Z drzew rosną tu (niemal na całej powierzchni w ramach łęgu zboczowego Violo odoratae-Ulmetum) głównie dąb szypułkowy i wiąz polny, a w ich podszyciu: fiołek wonny, fiołek Rivina i przytulia czepna. Wzdłuż głównej alei posadzono szpaler lip drobnolistnych, a na grobli między stawami wyrasta bardzo dorodny okaz platana klonolistnego. Z grzybów, oprócz wspomnianej wyżej purchawicy, rosną m.in.: smardz jadalny, pochwiak pochwiasty (rzadki i zagrożony w Polsce), sromotnik bezwstydny, płomiennica zimowa oraz gąsówka naga.

### Kokoryczowe Wzgórze
Kokoryczowe Wzgórze to położony w Radojewie ogólnodostępny park na jednym z najbardziej okazałych wzniesień w mieście. Znajduje się w pobliżu pałacu. Usytuowano tu sztuczne ruiny i niewielką nekropolię dawnych właścicieli majątku, von Treskowów. Najwyższym punktem Kokoryczowych Wzgórz jest Krzyżowa Góra.

## Samorząd
W sensie administracyjnym Radojewo stanowi osiedle samorządowe Miasta Poznania, z zebraniem ogólnym mieszkańców jako organem stanowiącym i wybieralnym przez nie zarządem – organem wykonawczym. Od 20 marca 2011 roku – dnia, w którym odbyły się wybory do nowej Rady Osiedla, powstało Osiedle Morasko-Radojewo, dlatego też Radę Osiedla Morasko-Radojewo stanowią mieszkańcy obu osiedli.

## Legenda
Tadeusz Piszczek zapisał w latach 60. XX w. legendę o dwóch głazach narzutowych, dotyczącą Radojewa. Opowiada ona o Jagnie, wiejskiej dziewczynie z Radojewa, którą matka posłała po wodę, której zabrakło jej do gotowania klusek. Po drodze spotkała Jasia – uprzejmego pasterza owiec z dworu, który począł dla Jagny pięknie grać na fujarce, tak iż dziewczyna zapomniała o przyniesienia wody. Po dwóch godzinach przybyła rozwścieczona matka i krzyknęła: Obyście zamienili się w kamienie! Natychmiast tak się stało. W Zaduszki spod kamieni dobywają się jęki młodych, niewinnych ludzi.

## Komunikacja
Położona około 10 km od centrum dzielnica połączona jest z resztą miasta liniami autobusowymi miejskimi 167, 188, 198 (wybrane kursy w dni powszednie) i 214 (nocna) oraz podmiejskimi 348 (Przebędowo – Poznań) i 911 (Biedrusko – Poznań).